# Секонд Меса (Аризона)
Секонд Меса (енгл. Second Mesa) насељено је место без административног статуса у америчкој савезној држави Аризона.

## Демографија
По попису из 2010. године број становника је 962, што је 148 (18,2%) становника више него 2000. године.
| Група             | 2000.     | 2010.     |
| Белци             | 10 (1,2%) | 14 (1,5%) |
| Афроамериканци    | 0 (0,0%)  | 2 (0,2%)  |
| Азијати           | 1 (0,1%)  | 10 (1,0%) |
| Хиспаноамериканци | 3 (0,4%)  | 24 (2,5%) |
| Укупно            | 814       | 962       |